# Feliu Mestres i Borrell
Feliu Mestres i Borrell (Barcelona, 30 de gener de 1872 - 15 de febrer de 1933) fou un pintor català deixeble de la Llotja. Cultivà un art academicista i conreà especialment el gènere del retrat i la pintura mural (Sala de sessions del Col·legi Notarial, Sala d'actes de l'Acadèmia de Ciències i Arts, voltes del Saló de Sant Jordi del Palau de la Generalitat de Catalunya). Fou també professor a l'Escola de Belles Arts de Palma i a Barcelona i els dos últims anys de la seva vida dirigí l'escola de la Llotja d'aquesta darrera ciutat.'

## Biografia

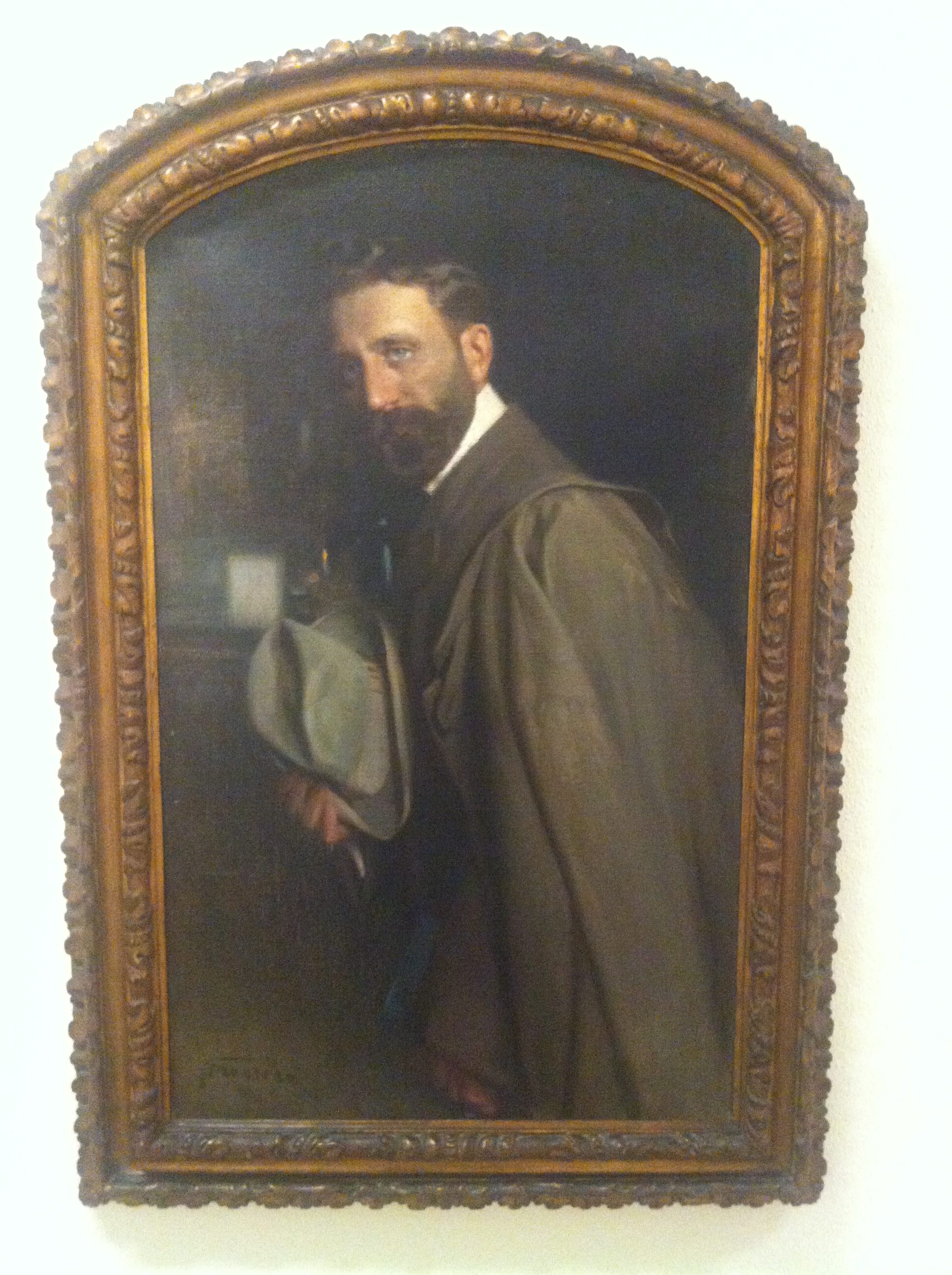
Retrat de Martí Mestres Borrell, al Museu de l'Empordà de Figueres

Membre d'una família culta i benestant, fou alumne de l'Acadèmia de Belles Arts de Barcelona, i amplià estudis, becat, a Madrid i París. La seva carrera es desenvolupà preferentment a Barcelona, menys durant el període 1899-1901, quan va ser professor de l'Escola de Belles Arts de Palma. A partir del 1901 exercí el professorat a l'escola de Llotja de Barcelona. Malgrat pertànyer a la generació postmodernista, la seva pintura és filla del realisme tradicional, molt perfecta tècnicament i tocada d'un aristocratisme elegant molt característic, que fa pensar en el „retratisme“ britànic.
De la seva obra destaquen interiors, escenes de gènere i especialment retrats, com el del Doctor Bartomeu Robert (1906, Acadèmia de Ciències i Arts de Barcelona), el d'Enric Prat de la Riba (c. 1918, Col·legi d'Advocats de Barcelona), o un magnífic Autoretrat del 1916 (Museu de Terrassa). Tot i que no era un paisatgista, hi ha alguns paisatges seus també molt notables (Església-col·legiata de Santa Maria de Vilabertran, c. 1911. col. particular).
Com a pintor mural resten d'ell els plafons a l'oli de la Sala de Sessions del Col·legi de Notaris de Barcelona (1916-21) i els de la Reial Acadèmia de Ciències i Arts també de Barcelona. El conjunt més significatiu de la seva obra es conserva al Museu de Terrassa, però també posseïxen obra seva el Museo del Prado de Madrid, el MNAC, la Fundació Rocamora, la Reial Acadèmia Catalana de Belles Arts de Sant Jordi -de la que esdevingué membre numerari el 1911-, el Museu de l'Empordà de Figueres, el Museu de Montserrat, la Galeria de Catalans Il·lustres, el diari "La Vanguardia", el Palau Moja de Barcelona, o diverses col·leccions privades. Fou membre primerenc del Cercle Artístic de Sant Lluc de Barcelona.